# Písky (přírodní památka)
Písky je přírodní památka v okrese Brno-venkov, tvořená ostrůvkem ropou nasycených pískových odvalů, vzniklých jako pozůstatek těžby ropy. Důvodem ochrany jsou opuštěné výsypky ropou nasycených písků, lokalita psamofilní květeny a fauny.

## Lokalita
Lokalita Písky se nachází v polích Cezavské nivy, jihovýchodně od obce Telnice. Leží na pozemku číslo 4182 katastrálního území obce Žatčany.

## Historie
V lokalitě probíhala v padesátých a šedesátých letech 20. století těžba ropy. Následkem vrtných prací a samotné těžby vznikaly v místě výsypky vytěžených, ropou nasycených písků. Po ukončení těžby došlo v dalších desetiletích ke spontánnímu zarůstání území náletovými dřevinami. Ke konci 20. století již území z velké části pokrýval souvislý porost, především na jeho okrajích.
V posledních letech byly prováděny zásahy s cílem rozvolnění náletových porostů a odstraňování rychle se šířícího bezu černého.

## Flora
Území Písky je druhově poměrně nepočetné. Stromové patro tvoří pionýrské náletové dřeviny, především bříza bělokorá (Betula pendula), topol bílý (Populus alba) a topol osika (Populus tremula). Keřové patro zastupuje bez černý (Sambucus nigra) a růže šípková (Rosa canina). Travobylinné porosty jsou druhově chudé; lze zde však nalézt například bělolist rolní (Logfia arvensis), sveřep rolní (Bromus arvensis), strdivku sedmihradskou (Melica transsilvanica) nebo řebříček obecný (Achillea milefolium).

## Galerie

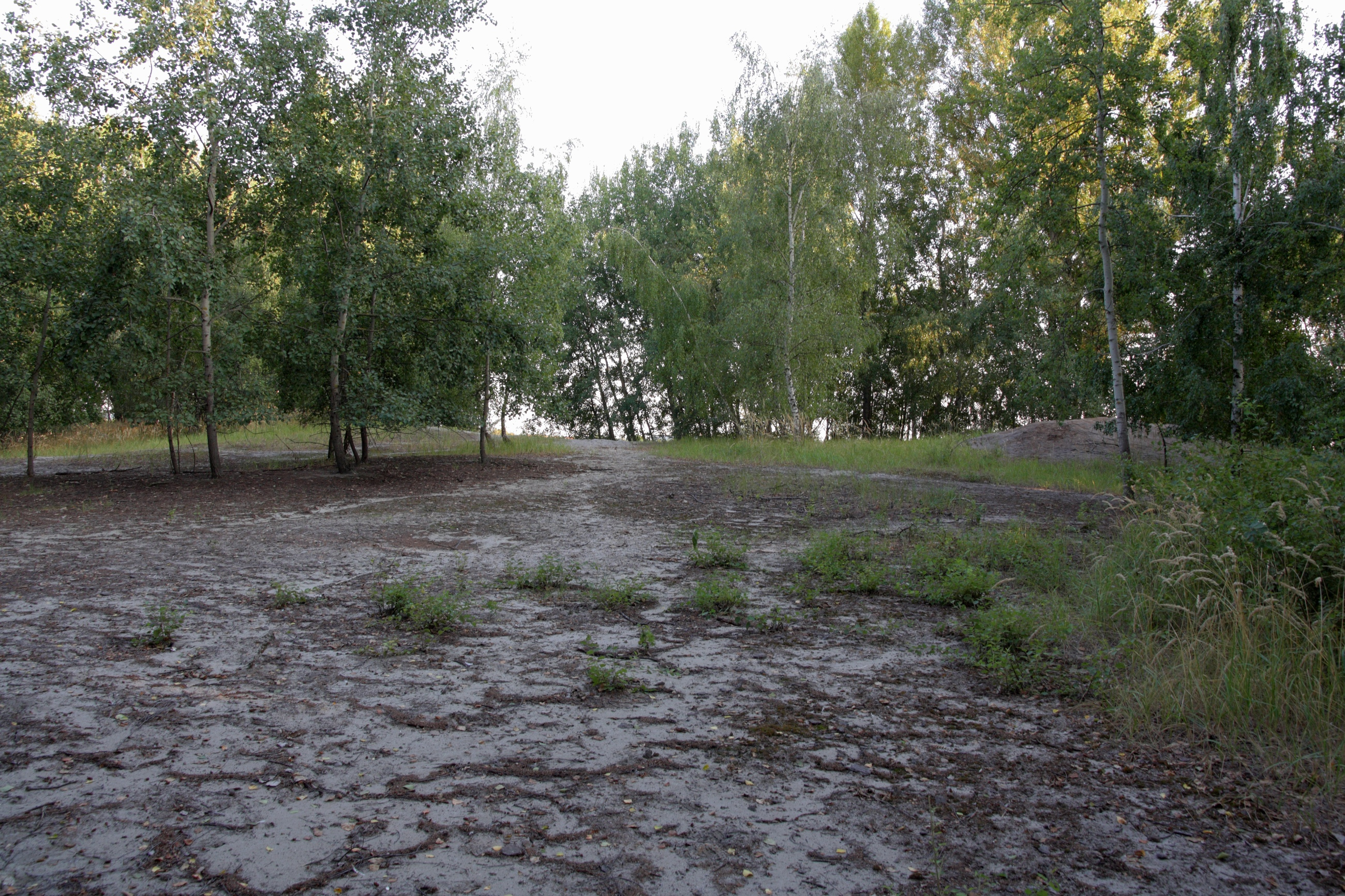
prostředí přírodní památky
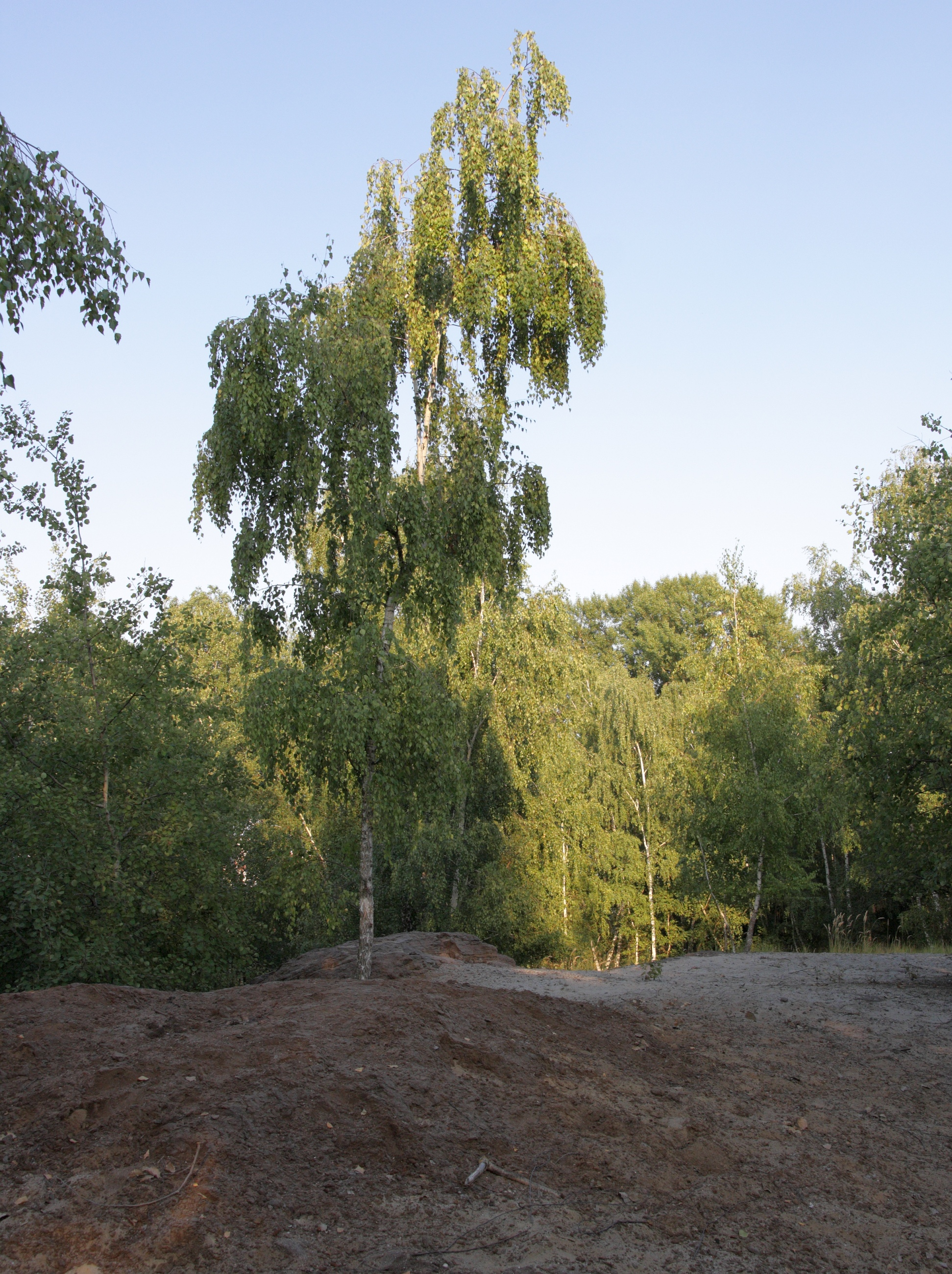
roponosné pískové odvaly
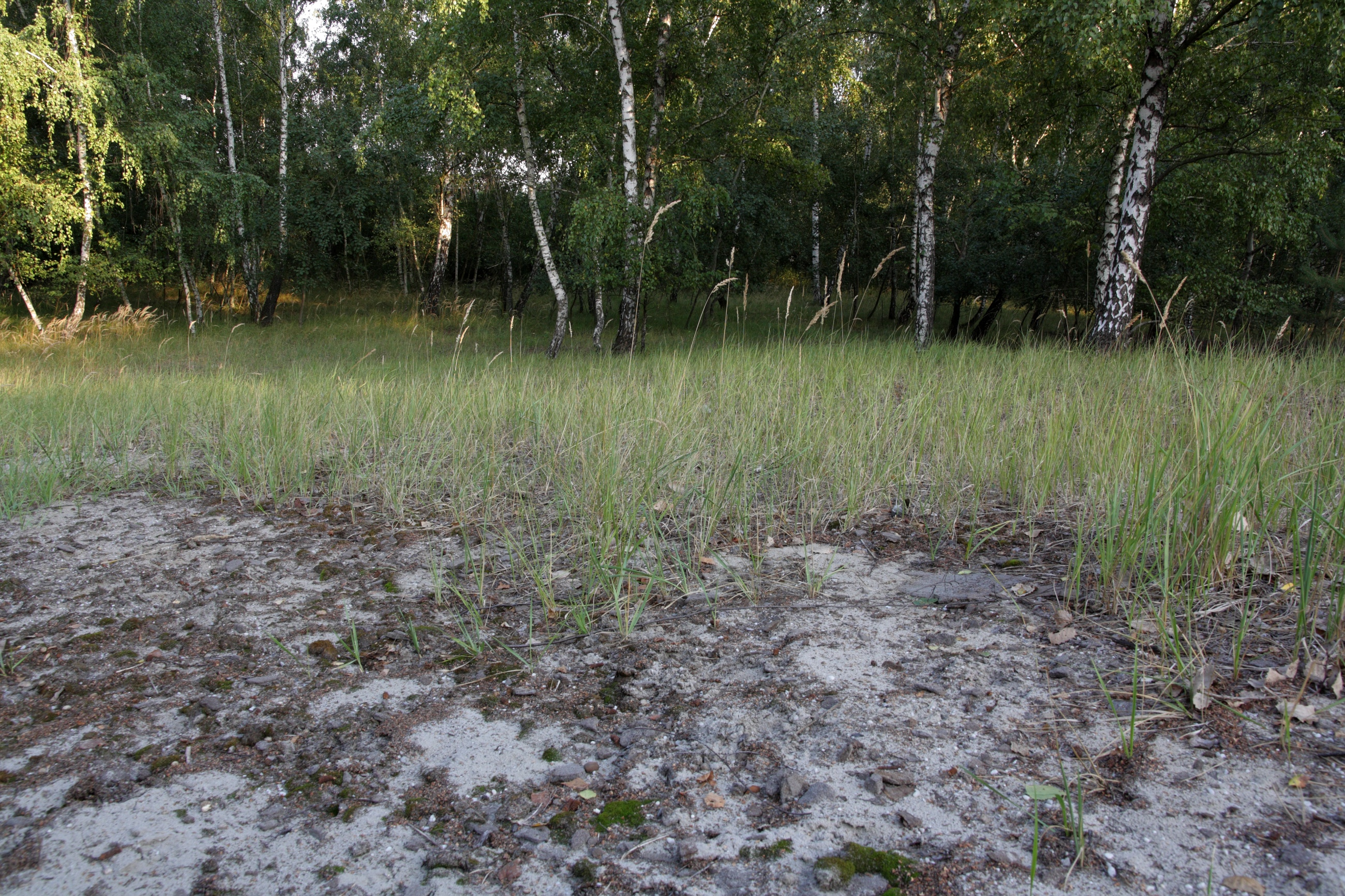
porost třtiny křovištní